# Talos

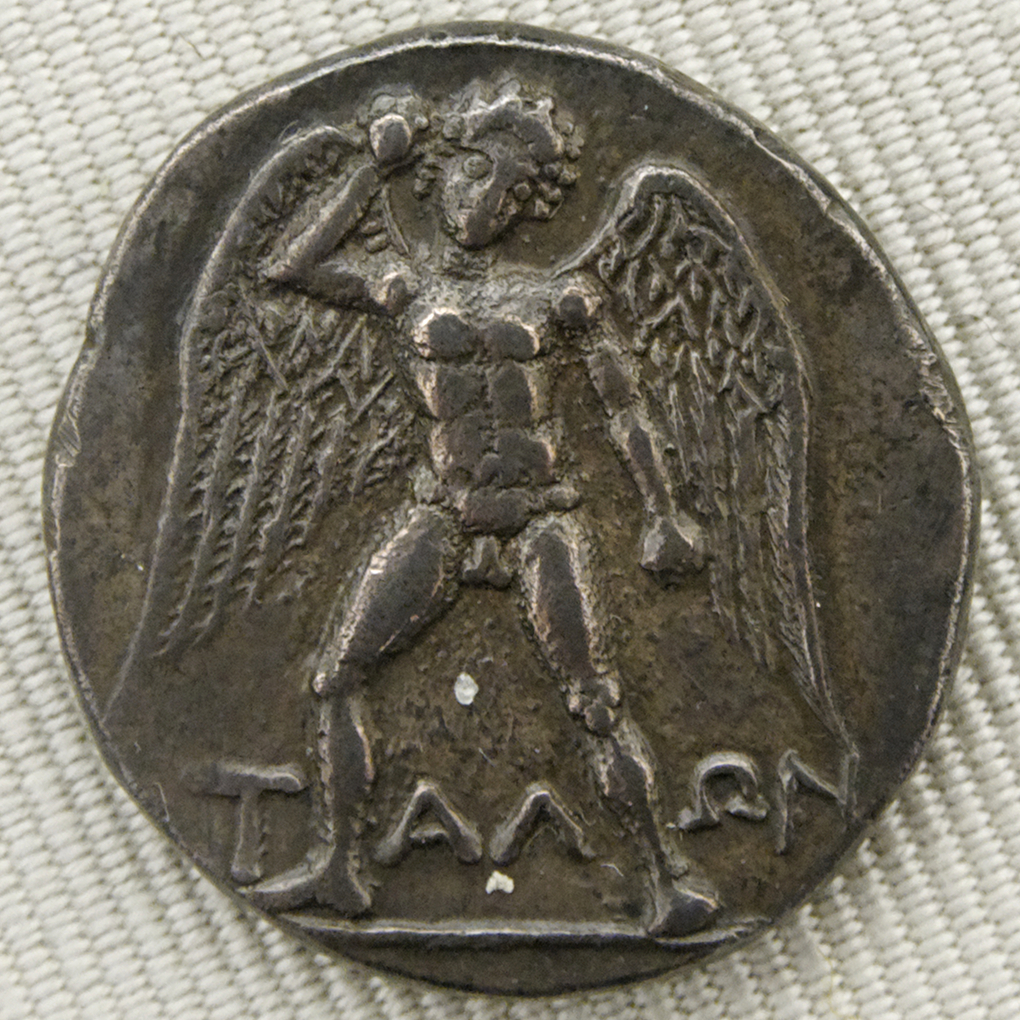
„ΤΑΛΩΝ” înaripat înarmat cu o piatră. Aversul didrahmei de argint din, Creta (c. 300/280–270 BC). (Cabinet des Médailles, Paris)

În mitologia greacă, Talos, scris și Talus (/ˈteɪlɒs/; în greacă Τάλως, Tálōs) sau Talon (/ˈteɪlɒn, ən/; în greacă Τάλων, Tálōn ), a fost un Automat⁠(d) uriaș realizat din bronz pentru a o apăra pe prințesa Europa din Creta de pirați și invadatori. Acesta înconjura malurile insulei de trei ori pe zi.

## Povestea

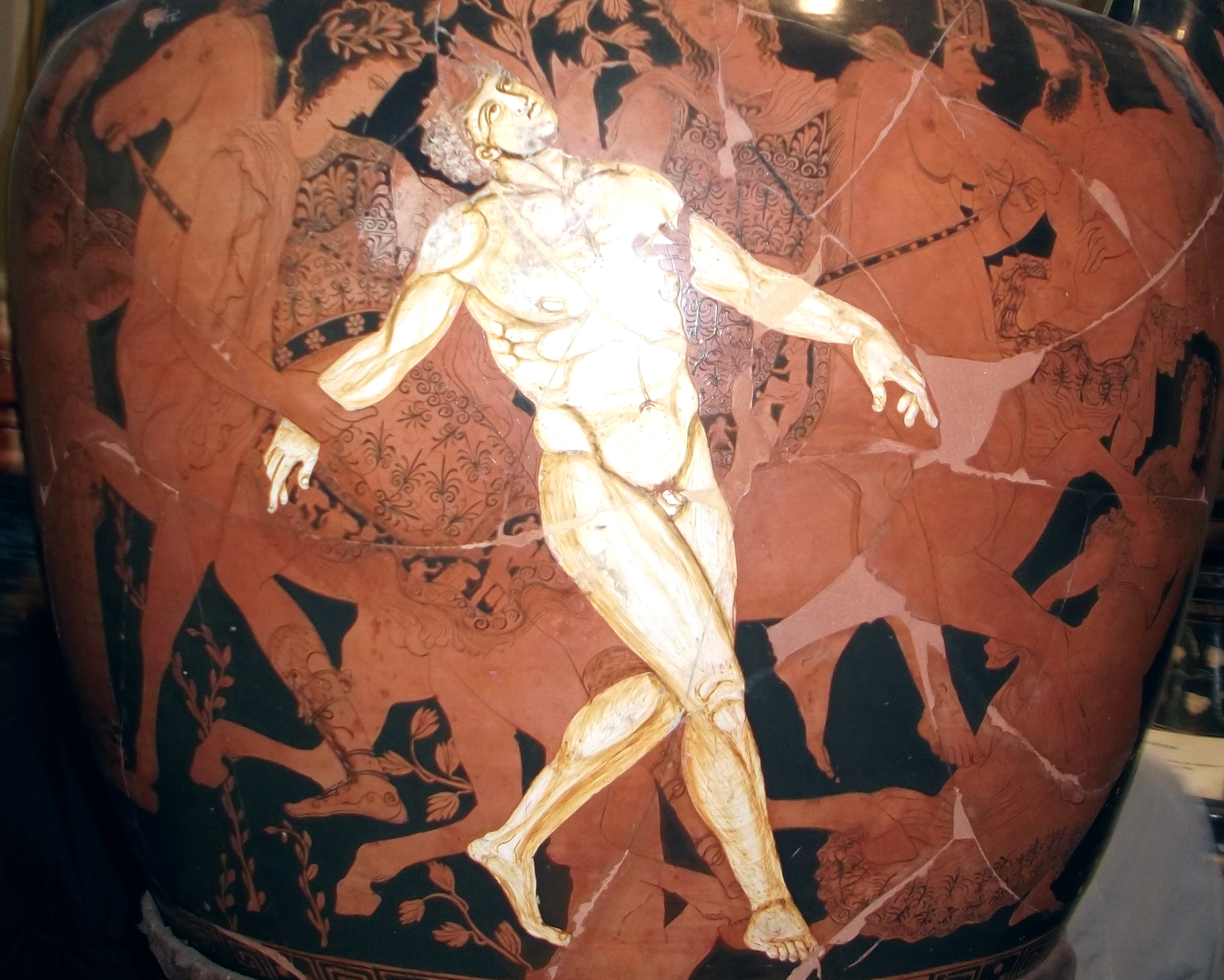
Moartea lui Talos pe un din sec. V î.Hr., acum în Muzeul Național de Arheologie Jatta din Ruvo di Puglia

De cele mai multe ori s-a spus că Talos a fost făcut de Hefaistos la cererea lui Zeus, pentru a o proteja pe Europa de oamenii care ar fi dorit să o răpească. (după B. A. Sparkes⁠(d) (1996), „cel mai detaliat text din literatură se găsește în Argonautica⁠(d) [secolul al III-lea î.Hr.] ... totuși, găsim imagini detaliate ale episodului, cu150 de ani mai devreme, datat în jur de 400 î. Hr..")
Conform lui (pseudo-)Apollodorus⁠(d), au existat încă trei teorii cu privire la Talos:
1. Este posibil ca Talos să fi fost un supraviețuitor din Epoca Bronzului, un descendent al rasei oamenilor de bronz (χαλκοῦ γένους) care au izvorât din Meliae⁠(d) „nimfe de frasin” conform Argonautica⁠(d) (concepția conform căreia oamenii lui Hesiod din Epoca de Bronz erau de fapt din bronz este extinsă de Lucian, ca efect umoristic, la bărbații din epoca aurului).
2. Talos era un umanoid din alamă, care măsoară 30 de metri înălțime, care a fost forjat de zeul Hefaistos și a fost dat lui Minos pentru a proteja insula Creta împotriva invadatorilor. Insula avea 260 km lungime și Talos trebuia să parcurgă această distanță de 3 ori pe zi.
3. Talos a fost un taur de alamă care a fost forjat de zeul Hefaistos și a fost dat lui Minos[5]

Dialogul platonician Minos raționalizează mitul interpretându-l ca pe o alegorie de prezentare de trei ori pe an, în fiecare sat, pe rând, a legilor lui Minos înscrise pe tăblițe de aramă.
Talos avea o venă, care mergea de la gât până la gleznă, legată cu un singur cui de bronz. Corabia Argo, transportând pe Iason și pe argonauți, s-a apropiat de Creta după ce aceștia au găsit Lâna de Aur. Ca gardian al insulei, Talos a ținut Argo la distanță, aruncând cu bolovani mari. Potrivit lui (pseudo-)Apollodorus, Talos a fost ucis când vrăjitoarea Medeea fie l-a înnebunit cu droguri, fie l-a înșelat să creadă că ea îl va face nemuritor prin îndepărtarea cuiului. În Argonautica, Medeea l-a hipnotizat de pe Argo, înnebunindu-l cu keres (duhuri feminine ale morții) pe care ea le-a invocat, astfel încât el și-a scos cuiul, iar „icorul a curs din el ca plumbul topit”, exsanguinându-l și ucigându-l. Traducătorul Peter Green notează că povestea lui Talos din Argonautica amintește oarecum de povestea călcâiului lui Ahile.

## Variații și interpretări

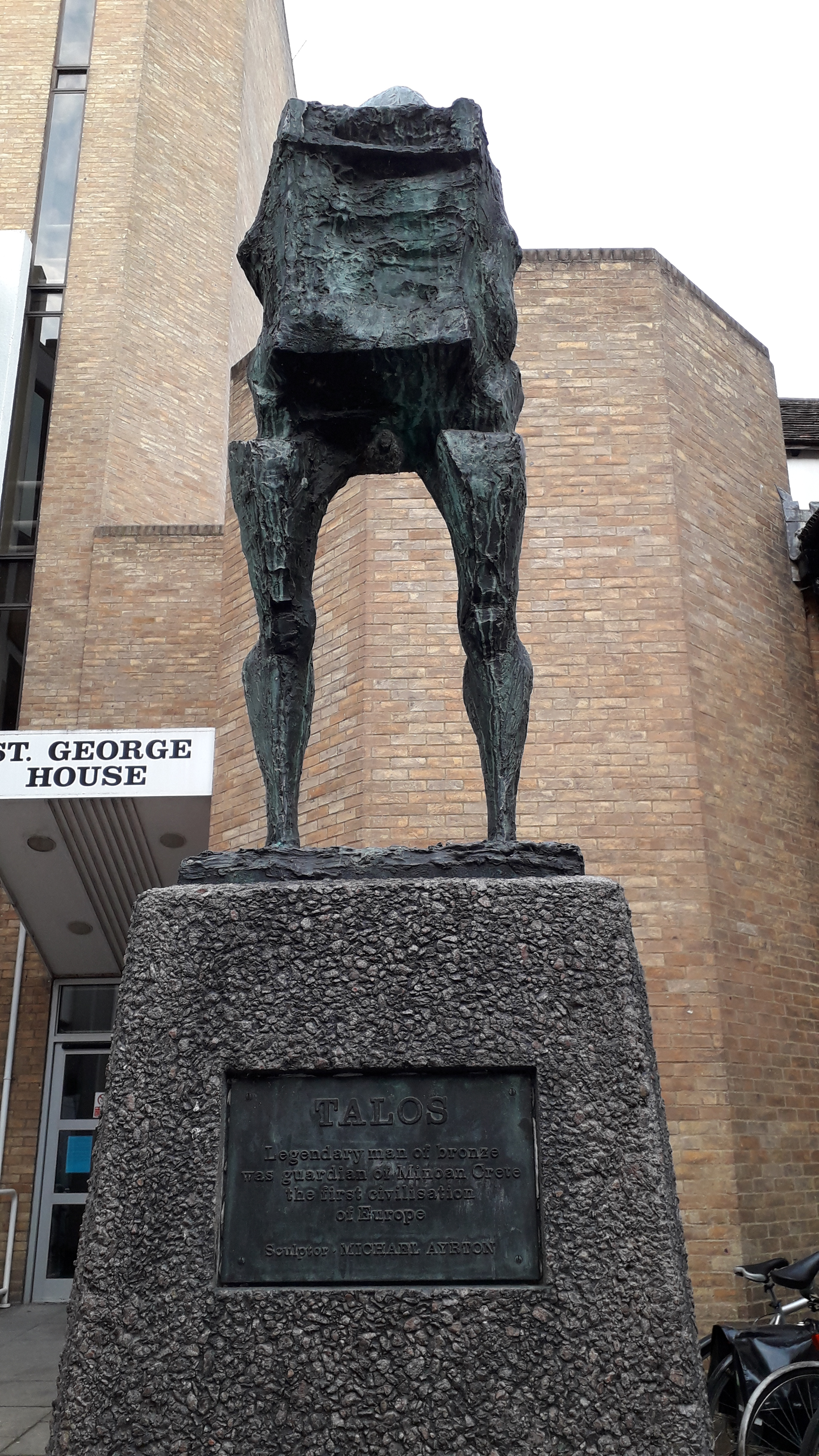
Talos, o sculptură de din Cambridge, Anglia

În dialectul cretan, talôs era echivalentul grecescului hêlios, Soarele: Lexiconul lui Hesychius din Alexandria spune pur și simplu că „Talos este Soarele”. :126 În Creta, Zeus a fost adorat ca Zeus Tallaios, „Zeus Solar”, absorbind zeul anterior ca epitet în secvența familiară. „Zeus Tallaios” a fost discutat în Cook (1964).  Zeul a fost identificat cu Tallaia, un pinten al lanțului montan Ida din Creta. Pe o monedă de la Phaistos apare înaripat; în picturile de pe vazele grecești și oglinzile etrusce de bronz el nu apare înaripat.
Ideile despre Talos variază foarte mult, cu un detaliu consistent: în imaginile grecești din afara Cretei, Talos este întotdeauna învins. El pare să fi fost o figură enigmatică pentru greci înșiși. Talos este descris de greci în două versiuni:
- Într-o versiune, Talos este un cadou de la Hephaestus pentru Minos, falsificat cu ajutorul ciclopilor sub forma unui taur.[6]
- În cealaltă versiune, Talos este un cadou de la Zeus către Europa.[e]

Sau poate fi fiul lui Kres, personificarea Cretei; în Argonautica, Talos a aruncat cu pietre în orice navă care se apropia pentru a-și proteja insula. În enciclopedia bizantină numită Suda (secolul al X-lea), se spune că, după Simonide din Keos, când sardinii nu doreau să-i dea drumul lui Talos pentru Minos, acesta s-a încins – sărind în foc – și i-a strâns în brațe.
A. B. Cook⁠(d) (1914) a sugerat primul că singura venă închisă cu un cui sau un dop se referea la metoda pierdută de turnare cu ceară. Robert Graves — a cărui interpretare a mitologiei grecești este controversată de mulți savanți  — sugerează că acest mit se bazează pe o interpretare greșită a unei imagini a Atenei care demonstrează procesul pierdut de turnare cu ceară a oțelului, pe care Dedal l-ar fi adus în Sardinia.
În filmul Iason și Argonauții din 1963, Talos apare mult mai mare decât în mitul original. El este trezit după ce Hercule și Hylas fură o broșă gigantică dintr-un tezaur. Apoi îi atacă pe argonauți și le distruge nava. Moare când Iason își folosește sulița pentru a-i deșuruba un dop de la gleznă, făcându-l pe Talos să sângereze.